# 사와무라 소노조

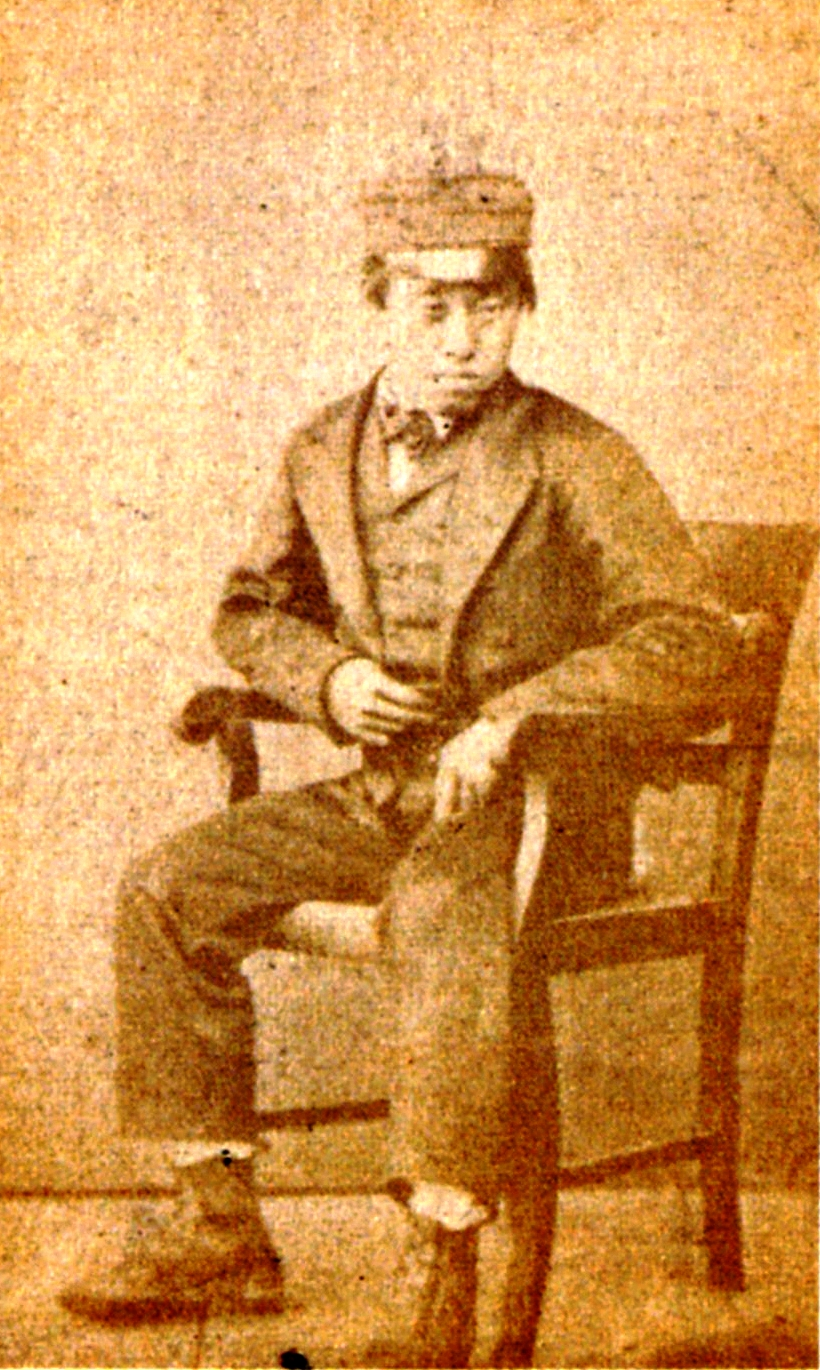
사와무라 소노조

사와무라 소노조(일본어: 澤村惣之丞, 1843년 ~ 1868년 2월 18일)는 에도 막부 말기 도사번의 탈번 낭인이다. 도사국 도사군 시오에촌(潮江村, 지금의 고치현 고치시 시오에(潮江))의 로닌의 자식으로 태어나 도사 근왕당에 가입했다. 1862년 요시무라 도라타로(吉村虎太郎)와 함께 도사번을 탈번하였다. 그리고 근왕당의 우두머리였던 다케치 즈이잔에게 현황 보고를 위해 잠시 귀국하였으나, 사카모토 료마를 데리고 다시 탈번한다. 후에 가쓰 가이슈의 문하생이 되어 가이엔타이에 들어간다.